# Beerwah
Beerwah (wymowa: „birła”) – miejscowość w stanie Queensland w Australii, ok. 80 km na północ od Brisbane. Beerwah jest rosnącą miejscowością, znaną jako siedziba Steve’a Irwina Australia Zoo. Posiada stację kolejową z połączeniami zarówno dalej na północ w Queensland jak i do Brisbane.
Nazwa pochodzi z języka Dungidau: birra (niebo) i wandum (wspinając się), i odnosi się do pobliskiej góry, Mount Beerwah, najwyższego wierzchołka Parku Narodowego Gór Szklarnianych (ang. Glass House Mountains National Park).